# República de Papua Ocidental
A República da Papua Ocidental é um Estado proposto e reivindicado pelos separatistas do Movimento Papua Livre. Este movimento reclama a soberania para a Nova Guiné Ocidental, que reúne as províncias indonésias de Papua e Papua Ocidental. A capital seria Jayapura, capital da província da Papua, perto da fronteira com Papua-Nova Guiné. A República da Papua Ocidental foi declarada em primeiro lugar após a retirada dos holandeses em 1961, mas a anexação pela Indonésia em maio de 1963, e a incorporação oficial ao seu território em 1969, suspendeu a formulação de um governo.

## História
A República da Papua Ocidental, então denominada Papua Ocidental, declarou sua independência em 1 de dezembro de 1961, durante a primeira reunião do Congresso de Papua, mesmo sob a soberania neerlandesa. Após a retirada dos Países Baixos, o território foi administrado provisoriamente por uma agência das Nações Unidas, a UNTEA (Poder Executivo da Organização das Nações Unidas), até que Robert F. Kennedy negociou a sua cessão para a Indonésia pelos acordos em Nova York em 1962  . A Indonésia anexou legalmente a região e criou um governo regional.
A pedido dos Países Baixos, os artigos 15, 16, 17 e 18 do acordo previam um Ato de Livre Escolha (Free Choice Act), que preservava o direito a autodeterminação dos papuas de Papua Ocidental. Para atender a essa exigência, o governo da Indonésia lançou um controverso referendo em 1969 (muitas vezes também chamado de Lei de Livre Escolha) que consultou apenas 1024 chefes tribais selecionados pelas autoridades indonésias, que confirmou a administração indonésia do território. Em resposta, em 1 de julho de 1971, os líderes do Movimento Papua Livre, Oom Nicolas Jouwe, Seth Jafeth Roemkorem e Jacob Hendrik Prai proclamaram a República da Papua Ocidental e elaboraram um projeto de Constituição. As diferenças estratégicas entre Roemkorem e Prai levaram a divisão do Movimento Papua Livre em duas fações, enfraquecendo assim o movimento de independência.
Em 14 de dezembro de 1984 foi proclamada em Jayapura a República da Grande Melanésia, cuja bandeira tinha 14 estrelas. Nenhum Estado apoiou a iniciativa, e seus líderes foram detidos pelas autoridades indonésias.
O ideólogo e proclamador da Grande Melanésia, Dr. Thomas Wapai Waiggai, foi condenado a 20 anos de prisão, partilhando a cela com o líder timorense da Fretilin Kay Rala Xanana Gusmão, atual primeiro-ministro de Timor-Leste. Thomas Wapai morreu após dois anos, acredita-se que foi envenenado.
Em 15 de outubro de 2008, foi criado no Parlamento britânico o grupo dos "Parlamentares Internacionais para a Papua Ocidental", IPWP (International Parliamentarians for West Papua), cujo objetivo é obter apoio internacional para o reconhecimento do direito à autodeterminação da Papua Ocidental. O IPWP foi criado por iniciativa do ativista Benny Wenda (refugiado político no Reino Unido), e os deputados Andrew Smith e Lord Harries. Os parlamentares se juntaram a personalidades do Reino Unido, Países Baixos, Austrália, Vanuatu, Papua-Nova Guiné e os Estados Unidos.
A proposta é apoiada por Vanuatu e Ilhas Salomão com o Parlamento de Vanuatu aprovando a Wantok Blong Yumi Bill (Nossos Amigos Próximos) em 2010 declarando oficialmente que a política externa de Vanuatu é apoiar a realização da independência da Papua Ocidental.